# Indianapolis Raceway Park

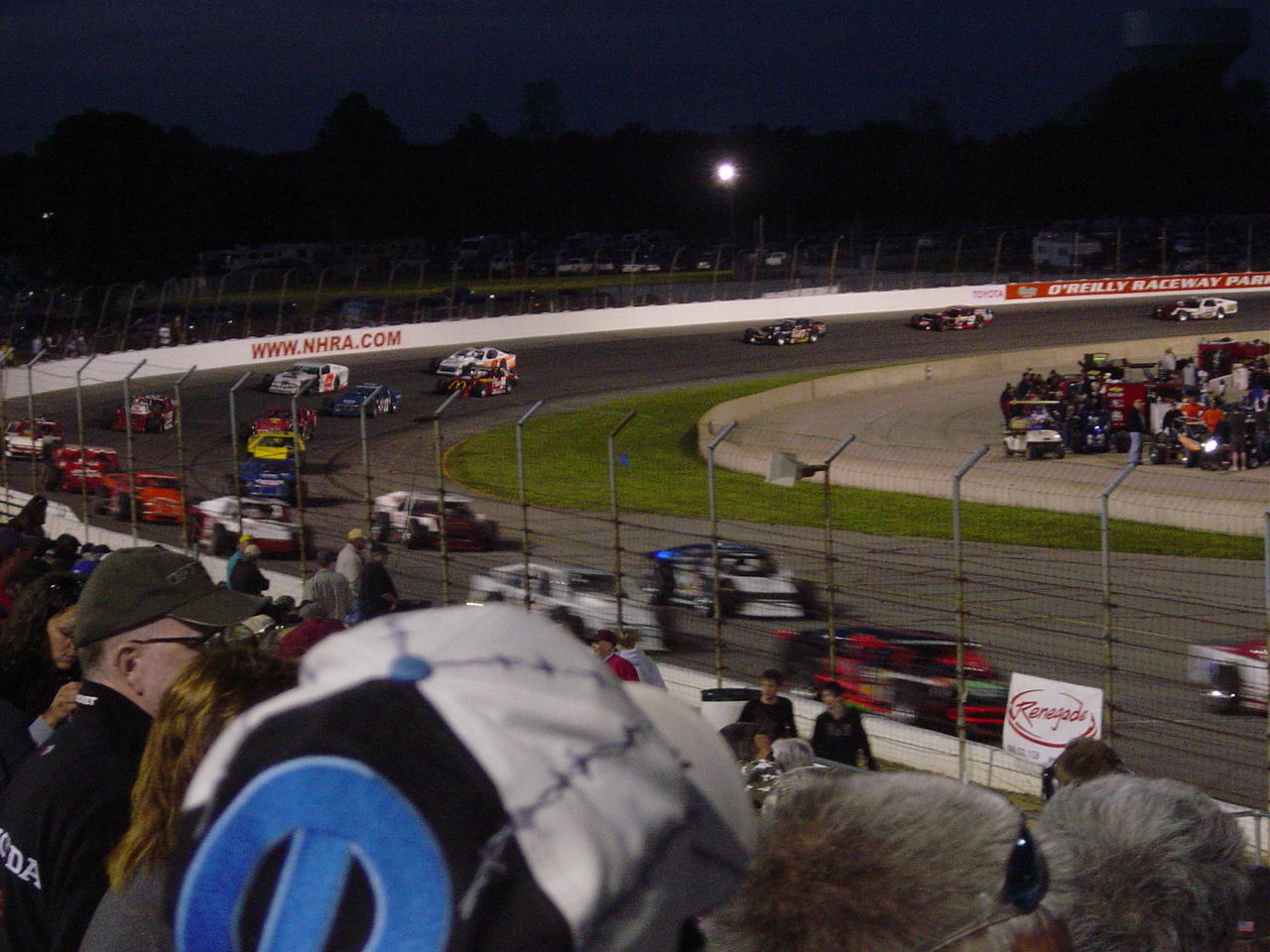
Carrera nocturna de stock cars en Indianapolis Raceway Park.

Indianapolis Raceway Park (abreviado IRP; nombre oficial desde 2006 hasta 2011: O'Reilly Raceway Park at Indianapolis; nombre oficial actual: Lucas Oil Raceway at Indianapolis), apodada la Pequeña Indianapolis o Pequeña Indy, es un autódromo situado en la localidad de Clermont, estado de Indiana, Estados Unidos. Fue inaugurado en el año 1960 y pertenece desde 1979 a la National Hot Rod Association.
Varias de las carreras albergadas en el óvalo pavimentado de IRP, de 0,686 millas (1.104 metros) de longitud, sirven como teloneras extraoficiales de carreras disputadas en el cercano Indianapolis Motor Speedway (IMS). El sábado previo a las 500 Millas de Indianápolis, el United States Auto Club disputa carreras de sus campeonatos en un evento denominado Night Before the 500 ("Noche Previa a las 500"). El USAC hizo lo mismo cuando la Fórmula 1 disputaba el Gran Premio de Estados Unidos en IMS, bajo el título Night Before F1.
Desde que la NASCAR Cup Series celebra las 400 Millas de Brickyard en 1994 hasta 2011, la NASCAR Nationwide Series y más tarde la NASCAR Truck Series disputaron carreras de 200 vueltas en IRP los días previos bajo la denominación Night Before the 400.
Desde el año 1961, la NHRA U.S. Nationals -la competición de arrancones más importante de la especialidad- tiene lugar el picódromo de IRP, que mide 0,833 millas (1.340 metros) de largo.
IRP también posee un circuito mixto de unos 4.000 metros de extensión, que hoy utiliza el Sports Cub of America. En las décadas de 1960 y 1970, el Campeonato Nacional del USAC disputó carreras en ese trazado.

## Récords de vuelta
- NASCAR Nationwide Series David Green, 5 de agosto de 1994, 21.766 s, 113,462 mph (182,599 km/h)
- NASCAR Truck Series: Joe Ruttman, 3 de agosto de 2000, 22.081 s, 111,843 mph (179,994 km/h)

## Ganadores

### Campeonato Nacional del USAC
| Año  | Piloto                       | Automóvil         |
| ---- | ---------------------------- | ----------------- |
| 1965 | Mario Andretti               | Brawner Hawk-Ford |
| 1966 | Mario Andretti               | Brawner Hawk-Ford |
| 1967 | Mario Andretti               | Brawner Hawk-Ford |
| 1968 | Al Unser (primera manga)     | Lola-Ford         |
| 1968 | Al Unser (segunda manga)     | Lola-Ford         |
| 1969 | Dan Gurney (primera manga)   | Eagle-Ford        |
| 1969 | Peter Revson (segunda manga) | Brabham-Repco     |
| 1970 | Al Unser                     | Lola-Ford         |

### NASCAR
| Año  | Nationwide Series  | Nationwide Series | Truck Series   | Truck Series |
| Año  | Piloto             | Marca             | Piloto         | Marca        |
| ---- | ------------------ | ----------------- | -------------- | ------------ |
| 1982 | Morgan Shepherd    | Oldsmobile        | -              | -            |
| 1983 | Tommy Houston      | Chevrolet         | -              | -            |
| 1984 | Morgan Shepherd    | Pontiac           | -              | -            |
| 1985 | Jimmy Hensley      | Oldsmobile        | -              | -            |
| 1986 | Butch Miller       | Pontiac           | -              | -            |
| 1987 | Larry Pearson      | Pontiac           | -              | -            |
| 1988 | Morgan Shepherd    | Buick             | -              | -            |
| 1989 | Michael Waltrip    | Pontiac           | -              | -            |
| 1990 | Steve Grissom      | Oldsmobile        | -              | -            |
| 1991 | Bobby Labonte      | Oldsmobile        | -              | -            |
| 1992 | Joe Nemechek       | Chevrolet         | -              | -            |
| 1993 | Tracy Leslie       | Oldsmobile        | -              | -            |
| 1994 | Mike Wallace       | Chevrolet         | -              | -            |
| 1995 | Jason Keller       | Chevrolet         | Mike Skinner   | Chevrolet    |
| 1996 | Randy LaJoie       | Chevrolet         | Mike Skinner   | Chevrolet    |
| 1997 | Randy LaJoie       | Chevrolet         | Ron Hornaday   | Chevrolet    |
| 1998 | Dale Earnhardt Jr. | Chevrolet         | Jack Sprague   | Chevrolet    |
| 1999 | Jason Keller       | Chevrolet         | Greg Biffle    | Ford         |
| 2000 | Ron Hornaday       | Chevrolet         | Joe Ruttman    | Dodge        |
| 2001 | Kevin Harvick      | Chevrolet         | Jack Sprague   | Chevrolet    |
| 2002 | Greg Biffle        | Ford              | Terry Cook     | Ford         |
| 2003 | Brian Vickers      | Chevrolet         | Carl Edwards   | Ford         |
| 2004 | Kyle Busch         | Chevrolet         | Chad Chaffin   | Dodge        |
| 2005 | Martin Truex Jr.   | Chevrolet         | Dennis Setzer  | Chevrolet    |
| 2006 | Kevin Harvick      | Chevrolet         | Rick Crawford  | Ford         |
| 2007 | Jason Leffler      | Toyota            | Ron Hornaday   | Chevrolet    |
| 2008 | Kyle Busch         | Toyota            | Johnny Benson  | Toyota       |
| 2009 | Carl Edwards       | Ford              | Ron Hornaday   | Chevrolet    |
| 2010 | Kyle Busch         | Toyota            | Ron Hornaday   | Chevrolet    |
| 2011 | Brad Keselowski    | Dodge             | Timothy Peters | Toyota       |